# Helianthemum strickeri
Helianthemum strickeri är en solvändeväxtart som beskrevs av Wilhelm Carl Heinrich Grosser. Helianthemum strickeri ingår i släktet solvändor, och familjen solvändeväxter. Inga underarter finns listade i Catalogue of Life.

## Bildgalleri

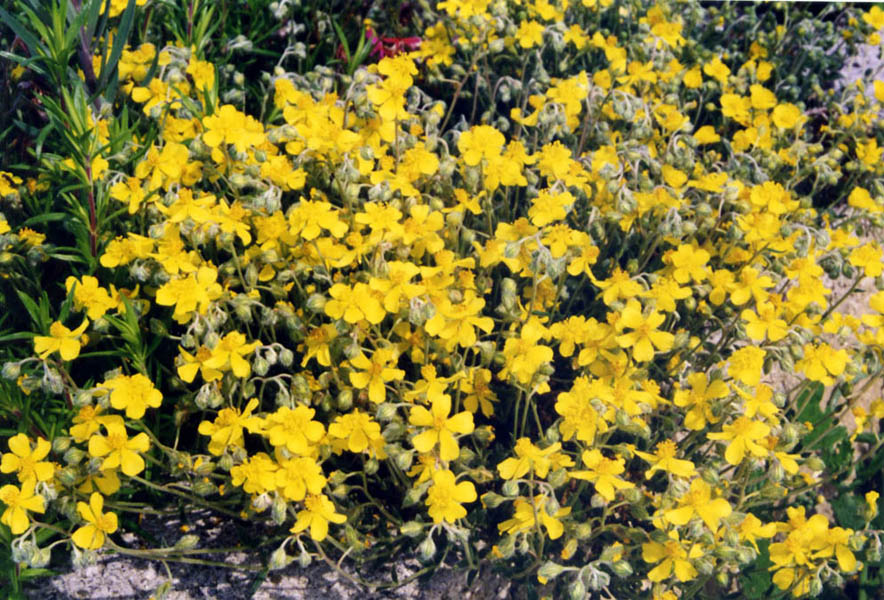